# Sài Gòn Giải Phóng
Sài Gòn Giải Phóng là một nhật báo của Thành ủy Thành phố Hồ Chí Minh phát hành bản in đầu tiên chỉ năm ngày sau sự kiện 30 tháng 4 năm 1975 theo quyết định của Khu ủy Sài Gòn – Gia Định. Là đơn vị tiên phong trên toàn thành phố sở hữu trang tin điện tử ra đời vào năm khởi điểm của thế kỷ 21, tám năm sau, Sài Gòn Giải Phóng tiếp tục là cơ quan báo chí đầu tiên trên cả nước xuất bản hình thức báo giấy trực tuyến.
Năm 2010, trang web tin tức được cấp phép hoạt động ở lĩnh vực báo điện tử, trong đó tỷ trọng truy cập ở quốc gia sở tại chiếm khoảng 73%, tại Hoa Kỳ đạt ngưỡng 12,3%. Đến năm 2017, website tích hợp được tất cả các loại truyền thông đa phương tiện và tương thích với các trình duyệt trên tất cả các thiết bị điện tử. Sáu năm sau, tờ báo tiếp tục nâng cấp giao diện theo lộ trình chuyển đổi số.
Chuyên mục Đầu Tư Tài Chính của tờ báo ra mắt website điện tử vào năm 2011. Cũng trong khoảng thời gian này, tòa nhà Văn hóa – Nghiệp vụ đặt tại Đường Nguyễn Thị Minh Khai, Phường 5, Quận 3 bắt đầu khởi công xây dựng nền móng. Sau gần sáu năm triển khai, văn phòng khánh thành nhân dịp kỷ niệm 42 năm thành lập với quy mô 17 tầng trên, hai tầng hầm, hai tầng lửng cùng với diện tích sàn gần 20.500m².
Song hành với lĩnh vực truyền thông, vào năm 1999, Sài Gòn Giải Phóng và Liên đoàn Lao động Thành phố Hồ Chí Minh là hai đơn vị đồng sáng lập nên "Giải thưởng Tôn Đức Thắng" nhằm tôn vinh các cá nhân có thành tích cao trong lĩnh vực lao động sáng tạo, có các công trình, sản phẩm, sáng kiến cải tiến kỹ thuật, làm lợi và tiết kiệm cho doanh nghiệp, Nhà nước. Năm năm sau thời điểm ra đời, danh hiệu này được nâng tầm lên thành giải thưởng cấp thành phố.

## Lịch sử
Sau chiến thắng Buôn Ma Thuột ngày 11 tháng 3 năm 1975, theo chỉ thị từ Trung ương Cục miền Nam, Báo Giải Phóng được giao nhiệm vụ triệu tập một bộ phận tiền phương tiến về Sài Gòn chuẩn bị xuất bản tờ báo mới mừng ngày thống nhất đất nước. Vào đến miền Nam, đội phóng viên tiếp quản căn biệt thự 174 Hiền Vương – trụ sở Trung ương Đảng Dân chủ và tờ Báo Dân chủ của tổng thống Nguyễn Văn Thiệu để làm địa điểm hoạt động. Nguyễn Văn Ba (Dũng Tiến) – một họa sĩ vừa từ nhà tù trở về sau 18 năm bị giam cầm, chịu trách nhiệm thiết kế manchette. Khuya ngày 5 tháng 5 năm 1975, Báo Sài Gòn Giải Phóng ấn bản đầu tiên với bốn trang khổ lớn, in offset, tổng cộng 460.000 tờ được ra đời. Đến ngày 19 tháng 5 trong cùng năm, khi tòa soạn Báo Giải Phóng vừa hoàn thành xong 15 số Báo Sài Gòn Giải Phóng thì nhận được lệnh bàn giao việc xuất bản cho Thành ủy Sài Gòn, công đoạn chuyển giao hoàn tất vào ngày 27 tháng 7. Đến năm 2020, ấn phẩm nằm dưới sự quản lý của Thành ủy Thành phố Hồ Chí Minh theo lộ trình chuyển đổi các cơ quan chủ quản truyền thông tại Việt Nam.

## Danh hiệu
| Quốc gia | Năm  | Giải thưởng                    | Ct.           |
| -------- | ---- | ------------------------------ | ------------- |
| Việt Nam | 2005 | Huân chương Lao động hạng Nhất | [ 25 ]        |
| Việt Nam | 2010 | Huân chương Độc lập hạng Ba    | [ 26 ]        |
| Việt Nam | 2013 | Huân chương Lao động hạng Ba   | [ 27 ] [ 28 ] |